# François Parisien
François Parisien (Montreal, 27 de abril de 1982) es un ciclista canadiense que fue profesional entre 2006 y 2013.

## Trayectoria
Debutó como profesional en 2006, en el equipo continental de Estados Unidos TIAA-CREF (Team Slipstream al año siguiente). En 2008 pasó al equipo canadiense Symmetrics Cycling Team en donde estuvo hasta junio para pasar al equipo Planet Energy, equipo en el que compitió hasta su desaparición a finales de 2012.  
Su victoria más destacada ha sido una etapa en la Volta a Cataluña 2013, así como el Campeonato de Canadá en Ruta en 2005 y el Tour de Elk Grove en 2012. En 2008 venció en la Green Mountain Stagerace en Estados Unidos. Ocupó el 2º lugar en la Vuelta a Cuba en 2009 además de ganar la 7ª etapa y en 2010 ganó la 2ª etapa de la Vuelta a México.
El 16 de noviembre de 2013, con 31 años de edad, anunció su retirada del ciclismo tras ocho temporadas como profesional y 18 años dedicados al ciclismo.

## Palmarés
2005
- Campeonato de Canadá en Ruta

2009
- 1 etapa de la Vuelta a Cuba

2010
- 1 etapa de la Vuelta a México

2012
- Tour de Elk Grove

2013
- 1 etapa de la Volta a Cataluña

## Equipos
- Team Slipstream (2006-2007)
  - TIAA-CREF (2006)
  - Team Slipstream (2007)
- Symmetrics Cycling Team (2008)[5]
- SpiderTech (2008-2012)[6]
  - Team R.A.C.E. Pro (2008)
  - Planet Energy (2009)
  - SpiderTech powered by Planet Energy (2010)
  - SpiderTech powered by C10 (2011-2012)
- Argos-Shimano (2013)